# Ovingham
Ovingham est une paroisse civile et un village du Northumberland, en Angleterre. La paroisse est bordée par le fleuve Tyne.